# 米凯尔·阿吉雷萨瓦拉加
米凯尔·阿吉雷萨瓦拉加（西班牙語：Mikel Aguirrezabalaga，1984年4月8日—），西班牙男子手球运动员。他曾代表西班牙国家队参加2012年夏季奥林匹克运动会手球比赛，获得第七名。